# 取消付委動議
取消付委動議（discharge a committee）是一項議事程序，旨在取消委員會調查某項主動議的權力，屬於重議類動議的一種。該動議必須在委員會做出結案報告前提出，委員會也可提出此動議取消次級委員會。根據《羅伯特議事規則》，取消付委動議需要附議，可以討論但不可以修正、重提，表決時需獲得三分之二與會者支持方為通過。
《議事程序準則》中沒有類似的動議案，合議性團體隨時可以在通過半數支持表決後，將一件已經付委的議案抽回自行討論或交給另一個委員會處理。